# Rah Digga
Rah Digga właściwie Rashiya Fisher (ur. 18 grudnia 1974 w Newark w stanie New Jersey)  – amerykańska raperka. Jest członkinią The Flipmode Squad, hip-hopowej grupy, której liderem jest Busta Rhymes. Rah Digga uczęszczała do prywatnej szkoły w Maryland, potem studiowała inżynierię elektryczną.

## Dyskografia
Albumy
- Dirty Harriet (2000)

Single
- "Tight" (1999)
- "Break Fool" (2000)
- "Party and Bullshit 2003" (2003)
- "Mirror Mirror" (2004)
- "Make It Hot"/"See It In Your Eyes" (2005)
- "New Shit" (2008)
- "Lil' Fattie" (2008)